# 5 juli
5 juli är den 186:e dagen på året i den gregorianska kalendern (187:e under skottår). Det återstår 179 dagar av året.

## Återkommande bemärkelsedagar

### Nationaldagar
- Venezuelas nationaldag (till minne av utropandet av självständigheten från Spanien denna dag 1811)
- Kap Verdes nationaldag (till minne av självständigheten från Portugal denna dag 1975)

## Namnsdagar

### I den svenska almanackan
- Nuvarande – Laila och Ritva
- Föregående i bokstavsordning
  - Agaton – Namnet fanns sedan gammalt på 7 december. Det fanns där fram till 1993, då det flyttades till dagens datum, för att 2001 utgå.
  - Cyrilla – Namnet fanns, till minne av en kvinnlig martyr i Libyen på 300-talet, på dagens datum före 1774, då det utgick, till förmån för Melker.
  - Esaias – Namnet förekom på dagens datum före 1700-talet, men infördes 1708 på 6 juli. Där fanns det kvar fram till 1993, då det flyttades till 6 september, för att 2001 återföras till 6 juli.
  - Laila – Namnet infördes 1986 på 27 februari. Där fanns det fram till 2001, då det flyttades till dagens datum.
  - Marja – Namnet infördes på dagens datum 1986, men flyttades 1993 till 2 februari och utgick 2001.
  - Melker – Namnet infördes på dagens datum 1774 och fanns där fram till 2001, då det flyttades till 6 januari.
  - Mirjam – Namnet infördes på dagens datum 1986, men flyttades 1993 till 1 juli, där det har funnits sedan dess.
  - Ritva – Namnet infördes 1986 på 4 januari, men flyttades 2001 till dagens datum.
- Föregående i kronologisk ordning
  - Före 1774 – Cyrilla och Esaias
  - 1774–1900 – Melker
  - 1901–1985 – Melker
  - 1986–1992 – Melker, Marja och Mirjam
  - 1993–2000 – Melker och Agaton
  - Från 2001 – Laila och Ritva
- Källor
  - Brylla, Eva (red.): Namnlängdsboken, Norstedts ordbok, Stockholm, 2000. ISBN 91-7227-204-X
  - af Klintberg, Bengt: Namnen i almanackan, Norstedts ordbok, Stockholm, 2001. ISBN 91-7227-292-9

### Finlandssvenska almanackan
- Nuvarande från 1929[1] – Ulf
- I föregående revideringar[a][2]
  - inga ändringar sedan 1929

## Händelser
- 767 – En vecka efter påven Paulus I:s död (28 juni) blir Konstantin II utsedd till påve av sin bror, hertig Toto av Nepi. Paulus bror Stefan gör honom dock rangen stridig och lyckas i augusti året därpå avsätta honom, varpå han låter spärra in honom i ett kloster och blända honom. Stefan utses därefter själv till påve med namnet Stefan III och Konstantin räknas därefter som motpåve.
- 1294 – Efter att påvestolen har stått tom i två år väljs Pietro Angelerio till påve och tar namnet Celestinus V. Han abdikerar dock redan efter fem månader på posten, i december samma år, då han fruktar att hans plikter som påve ska inverka negativt på hans fromma och religiösa liv. Detta blir första gången en påve abdikerar frivilligt och även den enda gången det sker, innan Benedictus XVI:s abdikation 2013.
- 1568 – Dagen efter att den svenske kungen Erik XIV officiellt har gift sig med sin frilla Karin Månsdotter låter han kröna henne till Sveriges drottning. Att kungen låter kröna sin älskarinna till drottning är en av orsakerna till att hans halvbröder, hertigarna Johan och Karl, en vecka senare inleder ett uppror mot honom och i slutet av september låter avsätta både honom och Karin. Det avsatta kungaparet lever sedan i fångenskap, först tillsammans och sedan åtskilda, till Eriks död 1577, varefter Karin slår sig ner på Liuksiala kungsgård i Finland, där hon lever till sin död 1612.
- 1687 – Den engelske naturvetaren och matematikern Isaac Newton publicerar verket Philosophiae Naturalis Principia Mathematica (latin för Naturfilosofins matematiska principer och i korthet kallat Principia) i tre delar, vilket blir banbrytande inom naturvetenskapen. Verket innehåller Newtons rörelselagar (däribland gravitationslagen) och huvuddragen i klassisk mekanik och blir därmed grunden för flera vetenskaper för många århundraden framåt.
- 1809 – Den franska armén på 140 000–160 000 man inleder, under ledning av kejsar Napoleon I ett fältslag mot en jämstark österrikisk armé, ledd av ärkehertig Karl. Slaget, som pågår till dagen därpå och blir känt som slaget vid Wagram blir ett av de blodigaste under Napoleonkrigen, men också ett av de viktigaste, eftersom fransmännen en vecka senare kan tvinga österrikarna till stilleståndet i Znaim och under hösten också framtvingar den för Österrike hårda freden i Schönbrunn, som gör slut på det femte koalitionskriget.
- 1811 – Venezuela utropar sin självständighet från Spanien och detta blir den första kolonin i Sydamerika, som förklarar sig självständig från sitt europeiska moderland. Venezuela har i praktiken varit självständigt sedan 19 april året före, då den första republiken grundades, men denna blir inte långvarig, då inbördeskrig snart utbryter och republiken faller året därpå. Redan 1813 grundas dock andra republiken, som varar till 1814, då den faller för de spanska återerövringsförsöken. Det spanska väldet över Venezuela är slutligen över 1819, då landet blir en del av Storcolombia.
- 1904 – Viksängskyrkan invigs i Västerås. Den byggdes ursprungligen 1912 som ett soldathem vid Västmanlands regemente i nationalromantisk stil.
- 1932 – António de Oliveira Salazar, som har varit finansminister i Portugals diktaturregering sedan 1928, övertar även posten som landets premiärminister. Fram till 1940 håller han båda posterna, men han förblir diktatorisk premiärminister fram till 1968. Under hans tid vid makten upplever Portugal politisk stabilitet och efter andra världskriget en bruttonationalproduktökning på 200 procent, dock till priset av isolering och politiskt undertryckande. 1968 hamnar han nästintill i koma efter en fallolycka och avlider 1970, varefter den portugisiska diktaturen snart faller (1974).
- 1943 – Tyska trupper på över 900 000 man och nära 3 000 stridsvagnar inleder klockan 03.30 en offensiv vid den ryska staden Kursk, som pågår till den 23 juli. Offensiven går till historien som slaget vid Kursk, som blir känt som världshistoriens största pansarslag, då ryssarna den 12 juli inleder en motoffensiv där de sätter in över 1,9 miljoner man och över 5 000 stridsvagnar. Slaget blir en av andra världskrigets mest avgörande sovjetiska segrar, eftersom den tyska offensiven på östfronten hindras och ryssarna återerövrar territorium utmed en 2 000 kilometer lång frontlinje.
- 1946 – Den franske modeformgivaren Jacques Heim introducerar den moderna bikinin, då han i sin strandshop i Cannes på franska rivieran börjar sälja en tvådelad baddräkt, som han kallar ”Atomen” och marknadsför som ”världens minsta baddräkt”. Samma dag tar den före detta bilingenjören Louis Réard, som nyligen har övertagit sin mors damunderklädesbutik, upp konkurrensen i Paris, genom att låta nakendansösen Micheline Bernardini posera i hans modell, som är en stringbikini och som han marknadsför som ”mindre än världens minsta baddräkt”. Plagget får snart namnet bikini, uppkallat efter Bikiniatollen, där det just då pågår uppmärksammade kärnvapenprovsprängningar, då Réard anser den vara ”tämligen explosionsartad”.
- 1962 – Två dagar efter att moderlandet Frankrike har erkänt kolonin Algeriets självständighet utropas den självständiga republiken Algeriet, efter sju och ett halvt års frihetskrig mot Frankrike och efter 132 år som fransk koloni. Algeriet drabbas dock snart av inre politiska strider och genom en statskupp 1965 blir landet diktatur, som varar till 1989.
- 1975 – Ögruppen Kap Verde utanför Afrikas västkust blir självständigt från Portugal[3] efter att ha varit portugisisk koloni i 519 år (sedan 1456). Till en början bildar Kap Verde union med Guinea-Bissau, som har blivit självständigt året före, men vid en statskupp 1980 upplöses unionen. Under 1980-talet är Kap Verde diktatur, men från och med 1990 införs flerpartisystem i landet och det är numera (2025) en av Afrikas mest stabila demokratier.
- 1980 – Den svenske tennisspelaren Björn Borg vinner sin femte seger i Wimbledonmästerskapen, vilket också blir hans sista, efter en lång och utdragen match mot amerikanen John McEnroe. Borg blir därmed den förste manlige spelaren som lyckas vinna turneringen fem gånger i rad (1976–1980) med de moderna regler som införts 1922. Sedan McEnroe har besegrat honom året därpå bestämmer sig Borg för att ta paus från tennisen och avslutar karriären 1983.
- 1983 – Säckar med hasch börjar flyta iland utanför Göteborg och inom en vecka blir det inte mindre än 900 kilogram. Trots undersökningar lyckas polisen inte ta reda på var säckarna kommer ifrån och ingen blir därför fälld för innehav eller spridning av drogen.
- 1996 – Fåret Dolly föds på Roslininstitutet i Edinburgh i Skottland. Hon är det första däggdjuret i världen som har blivit klonat från en cell från ett annat vuxet djur (i detta fall en cell från ett fårjuver). Kloningen blir en världshändelse, då den visar att man kan återskapa en hel individ med hjälp av en cell från moderindividen. Dolly, som skämtsamt får sitt namn efter countrysångaren Dolly Parton (eftersom cellen som används vid kloningen kommer från ett juver och en av forskarna i processen nämner att de inte kunde tänka sig några mer passande ”juver” än Partons), lever i sex år, innan hon 2003 dör i en lungsjukdom.

## Födda
- 980 – Mokjong av Goryeo, koreansk monark
- 1321 – Joanna av England, Skottlands drottning från 1329
- 1500 – Paris Bordone, italiensk konstnär
- 1549 – Francesco Maria del Monte, italiensk kardinal, diplomat och konstmecenat
- 1554 – Elisabeth av Österrike, Frankrikes drottning 1570–1574
- 1653 – Thomas Pitt, brittisk köpman och politiker
- 1670 – Dorothea Sofia av Neuburg, hertiginna av Parma 1695–1727 (gift med Francesco Farnese) och Parmas regent 1731–1735
- 1709 – Étienne de Silhouette, fransk politiker
- 1717 – Peter III, kung av Portugal 1777-1786
- 1735 – August Ludwig von Schlözer, tysk historiker
- 1753 – Jonathan Hornblower, brittisk ingenjör
- 1755 – Sarah Siddons, brittisk skådespelare
- 1761 – Louis-Léopold Boilly, fransk målare
- 1783 – Charles-Louis Havas, fransk journalist och affärsman
- 1795
  - Benjamin Morrell, amerikansk upptäcktsresande
  - Georg Ernst Ludwig Hampe, tysk mykolog och botaniker
- 1801 – David Farragut, amerikansk sjömilitär
- 1802 – Pavel Nachimov, rysk amiral
- 1803 – George Borrow, engelsk resande och skriftställare
- 1805 – Robert FitzRoy, brittisk sjöofficer, guvernör och meteorolog
- 1810 – P.T. Barnum, amerikansk underhållningsentreprenör och cirkusdirektör
- 1816 – Anders Melcher Myrtin, svensk häradshövding och riksdagsman
- 1820
  - Luke Pryor, amerikansk demokratisk politiker, senator för Alabama 1880
  - William John Macquorn Rankine, brittisk ingenjör och fysiker
- 1830 – Emilio Dandolo, italiensk patriot och militär
- 1853 – Cecil Rhodes, brittisk finansman och kolonialpolitiker, Kapkolonins premiärminister 1890–1896
- 1856 – Hedworth Meux, brittisk militär
- 1857 – Clara Zetkin, tysk kommunist och kvinnorättskämpe, initiativtagare till Internationella kvinnodagen
- 1857 – Alfred Jeanroy, fransk universitetsprofessor, lingvist, filolog och romanist
- 1860
  - Robert Bacon, amerikansk republikansk politiker och diplomat, USA:s utrikesminister 1909
  - Albert Döderlein, tysk läkare
- 1871 – Claus Schilling, tysk läkare inom tropikmedicin
- 1872 – Édouard Herriot, fransk politiker, Frankrikes konseljpresident 1924–1925, 1926 och 1932
- 1874 – Eugen Fischer, tysk läkare, antropolog och eugeniker
- 1878 – Joseph Holbrooke, brittisk tonsättare, pianist och dirigent
- 1879
  - Dwight F. Davis, amerikansk politiker och tennisspelare
  - Wanda Landowska, polsk cembalist och pianist
- 1881 – Henri Le Fauconnier, fransk konstnär
- 1882 – Inayat Khan, indisk musiker och sufier
- 1884 – Enrico Dante, italiensk kardinal
- 1885 – André Lhote, fransk konstnär och skulptör
- 1886 – Willem Drees, nederländsk politiker, Nederländernas premiärminister 1948–1958
- 1888 – Herbert S. Gasser, amerikansk fysiolog, mottagare av Nobelpriset i fysiologi eller medicin 1944
- 1889 – Jean Cocteau, fransk dramatiker, poet, konstnär och filmskapare
- 1890 – Karl Eglseer, tysk-österrikisk general
- 1891
  - John Northrop, amerikansk biokemist, mottagare av Nobelpriset i kemi 1946
  - Tin Ujević, kroatisk poet, essäist och översättare
- 1893 – Anthony Berkeley, brittisk deckarförfattare, journalist och kritiker
- 1897
  - Mogens Wöldike, dansk dirigent och organist
  - Paul Ben-Haim, israelisk kompositör, musikpedagog och dirigent
- 1899
  - Marcel Achard, fransk dramatiker och filmmanusförfattare
  - Marcel Arland, fransk författare
- 1901 – Gustaf Hiort af Ornäs, svensk skådespelare och sångare
- 1902 – Nils Hultgren, svensk skådespelare
- 1904 – Ernst Mayr, tysk-amerikansk biolog
- 1905 – Isa Miranda, italiensk skådespelare
- 1907 – Yang Shangkun, kinesisk kommunistisk militär och politiker, Kinas president 1988–1993
- 1911 – Georges Pompidou, fransk politiker, Frankrikes premiärminister 1962–1968 och president 1969-1974
- 1920 – Barbro Ribbing, svensk skådespelare
- 1921 – Viktor Kulikov, sovjetisk militär och marskalk av Sovjetunionen
- 1924 – Edward Idris Cassidy, australisk kardinal
- 1925 – Jean Raspail, fransk författare, journalist och upptäcktsresande
- 1926
  - Salvador Jorge Blanco, Dominikanska republikens president 1982-1986
  - Diana Lynn, amerikansk skådespelare
- 1928
  - Warren Oates, amerikansk skådespelare
  - Pierre Mauroy, fransk politiker, Frankrikes premiärminister 1981–1984
- 1931 – James Burke, irländsk-amerikansk gangster med smeknamnet Jimmy the Gent
- 1932 – Gyula Horn, ungersk politiker, Ungerns premiärminister 1994–1998
- 1936 – Shirley Knight, amerikansk skådespelare
- 1937 – Nita Lowey, amerikansk demokratisk politiker
- 1939 – Karin Ekström, svensk skådespelare
- 1940 – James Herbert Brennan, irländsk författare
- 1943 – Robbie Robertson, kanadensisk musiker, sångare och låtskrivare, gitarrist i gruppen The Band
- 1944 – Leni Björklund, svensk socialdemokratisk politiker, Sveriges försvarsminister 2002–2006
- 1946 – Gerard 't Hooft, nederländsk fysiker, mottagare av Nobelpriset i fysik 1999
- 1947 – Todd Akin, amerikansk republikansk politiker
- 1948 – Py Bäckman, svensk låtskrivare och sångare
- 1952 – David Dreier, amerikansk republikansk politiker
- 1956
  - Horacio Cartes, paraguayansk politiker, Paraguays president 2013–2018
  - Terry Chimes, brittisk trummis
- 1958
  - Veronica Guerin, irländsk journalist
  - Avigdor Lieberman, israelisk politiker, Israels utrikesminister 2009–2015
  - Bill Watterson, amerikansk serieskapare
- 1963 – Edie Falco, amerikansk skådespelare
- 1964
  - Ronald D. Moore, amerikansk tv-producent och manusförfattare
  - Andreas Nilsson, svensk skådespelare
- 1966 – Gianfranco Zola, italiensk fotbollsspelare
- 1968 – Michael Stuhlbarg, amerikansk skådespelare
- 1969 – John LeClair, amerikansk ishockeyspelare
- 1973
  - Róisín Murphy, irländsk sångare
  - Marcus Allbäck, svensk fotbollsspelare
  - Joseph Lewis Thomas, amerikansk R&B-sångare och musikproducent med artistnamnet Joe
- 1975
  - Hernán Crespo, argentinsk fotbollsspelare
  - Ai Sugiyama, japansk tennisspelare
- 1976
  - Rufus Johnson, amerikansk rap-artist med artistnamnet Bizarre, medlem i hiphopgruppen D12
  - Nuno Gomes, portugisisk fotbollsspelare
- 1977
  - Nicolas Kiefer, tysk tennisspelare
  - Tobias Lindholm, dansk manusförfattare och filmregissör
- 1978 – Allan Simonsen, dansk racerförare
- 1979
  - Stilijan Petrov, bulgarisk fotbollsspelare
  - Amélie Mauresmo, fransk tennisspelare
  - Shane Filan, irländsk artist, medlem i gruppen Westlife
- 1981
  - Daniela Merighetti, italiensk alpin skidåkare
  - Linda Sundblad, svensk sångerska
- 1982
  - Tuba Büyüküstün, turkisk skådespelerska
  - Alberto Gilardino, italiensk fotbollsspelare
  - Philippe Gilbert, belgisk tävlingscyklist
  - Kate Gynther, australisk vattenpolospelare
- 1983
  - Jonás Gutiérrez, argentinsk fotbollsspelare
  - Zheng Jie, kinesisk tennisspelare
- 1984 – Danay García, kubansk skådespelare
- 1985 – Megan Rapinoe, amerikansk fotbollsspelare, OS-guld 2012, VM-guld 2015 och 2019
- 1986 – Piermario Morosini, italiensk fotbollsspelare
- 1987 – Alexander Kristoff, norsk cyklist
- 1989 – Dejan Lovren, kroatisk fotbollsspelare
- 1990 – Abeba Aregawi, etiopisk-svensk friidrottare
- 1991 – Jason Dolley, amerikansk skådespelare
- 1992 – Alberto Moreno, spansk fotbollsspelare

## Avlidna
- 1572 – Longqing, kejsare av Kina
- 1793
  - Alexander Roslin, svensk porträttmålare
  - Peter Anton von Verschaffelt, flamländsk skulptör och arkitekt
- 1795 – Antonio de Ulloa, spansk general, upptäcktsresande, författare och astronom
- 1816 – Dorothea Jordan, irländsk skådespelare
- 1826
  - Joseph Louis Proust, fransk kemist
  - Thomas Stamford Raffles, brittisk upptäcktsresande
- 1833 – Nicéphore Niépce, fransk fotograf
- 1858 – Valentín Gómez Farías, mexikansk politiker, Mexikos president tre gånger
- 1859 – Charles Cagniard de la Tour, fransk ingenjör och fysiker
- 1862 – Heinrich Georg Bronn, tysk naturforskare
- 1867 – Charles Andersson, svensk-brittisk naturforskare
- 1868 – Magnus von Wright, finländsk målare
- 1907 – Kuno Fischer, tysk filosof
- 1919 – Karl Alfred Melin, svensk skald och psalmförfattare, ledamot av Svenska Akademien
- 1927 – Albrecht Kossel, tysk fysiolog, mottagare av Nobelpriset i fysiologi eller medicin 1910
- 1929 – Hans Meyer, tysk förläggare och forskningsresande
- 1938 – Otto Bauer, österrikisk socialdemokratisk politiker och socialistisk teoretiker
- 1942 – Karin Swanström, svensk skådespelare, regissör, producent och teaterdirektör
- 1948 – Carole Landis, amerikansk skådespelare
- 1956 – Francis J. Myers, amerikansk demokratisk politiker, senator för Pennsylvania
- 1965 – Porfirio Rubirosa, dominikansk diplomat, idrottsman och playboy
- 1966 – George de Hevesy, ungersk-svensk kemist, mottagare av Nobelpriset i kemi 1943
- 1969
  - Walter Gropius, tysk arkitekt
  - Leo McCarey, amerikansk filmregissör
  - Wilhelm Backhaus, tysk pianist
- 1976 – Anna Hübler, tysk konståkare
- 1983 – Harry James, amerikansk trumpetare och orkesterledare
- 1984 – Don Elliott, amerikansk jazztrumpetare
- 1986 – Noel Counihan, australisk målare inom socialrealismen
- 1995
  - Takeo Fukuda, japansk politiker, Japans premiärminister
  - Foster Furcolo, amerikansk demokratisk politiker, guvernör i Massachusetts
- 1997 – Mrs. Miller, amerikansk sångare, som sjöng hellre än bra
- 2001
  - Viktor Jakusjev, sovjetisk ishockeyspelare
  - Hannelore Kohl, tysk politikerhustru (gift med Helmut Kohl)
- 2002
  - Katy Jurado, mexikansk-amerikansk skådespelare
  - Ted Williams, amerikansk basebollspelare
- 2004
  - Pierre Fränckel, svensk skådespelare, regissör, producent och teaterchef
  - Rodger Ward, amerikansk racerförare
- 2006
  - Gert Fredriksson, svensk kanotist, sex OS-guld 1948–1960, bragdmedaljör
  - Kenneth Lay, amerikansk affärsman, grundare av Enron
- 2008 – Conny Nordin, svensk professor och präst
- 2011
  - Mika Myllylä, finländsk skidåkare
  - Gordon Tootoosis, kanadensisk skådespelare
  - Cy Twombly, amerikansk konstnär
- 2014
  - Reidar Ekner, svensk författare, översättare och litteraturvetare
  - Hans-Ulrich Wehler, tysk historiker
- 2015 – Yoichiro Nambu, japansk teoretisk fysiker, mottagare av Nobelpriset i fysik 2008
- 2016
  - William L. Armstrong, amerikansk republikansk politiker, senator för Colorado
  - Brian White, brittisk labourpolitiker, parlamentsledamot
- 2021
  - Raffaella Carrà, italiensk sångerska, skådespelerska och TV-programledare
  - Richard Donner, amerikansk regissör, manusförfattare och filmproducent
- 2022 – Arne Åhman, friidrottare, OS-guld 1948
- 2023 – Ralph Lundsten, tonsättare och kortfilmsregissör
- 2024 – Bengt Samuelsson, svensk professor i medicinsk kemi, mottagare av Nobelpriset i fysiologi eller medicin 1982